# Samburg
Samburg – miasto w Stanach Zjednoczonych, w stanie Tennessee, w hrabstwie Obion.